# Renault Suprastella
La Suprastella est une automobile fabriquée par Renault en 1938 et 1939. Elle était présentée comme étant une voiture ministérielle prédestinée pour les dignitaires et les patrons des grandes entreprises. 
Une version spéciale sera construite pour le Maréchal Pétain et utilisée par le président de la République française jusqu'en 1950.

## Types
- ABM8 (Cabriolet décapotable 3 places et coach décapotable 6 places)
- BDP1 (Limousine 8 places avec malle et séparation chauffeur)